# Pietralba
Pietralba es una comuna francesa situada en la circunscripción departamental de Alta Córcega, en el territorio de la colectividad de Córcega. Tiene una población estimada, en 2019, de 502 habitantes.

## Demografía
| 363 | 384 | 368 | 340 | 244 | 314 | 502 |
| Para los censos de 1962 a 1999 la población legal corresponde a la población sin duplicidades (Fuente: INSEE [Consultar]) |     |     |     |     |     |     |